# Dobroslav Chrobák
Dobroslav Chrobák (ur. 16 lutego 1907 w Hybiu, zm. 16 maja 1951 w Bratysławie) – słowacki prozaik, krytyk literacki i publicysta.

## Życiorys

### Dzieciństwo i edukacja
Urodził się 16 lutego 1907 roku w Hybiu jako syn Ondreja Chrobáka (1871–1935) oraz Márie z d. Čániovej (1876–1959). Jego ojciec pracował jako krawiec, jednak był aktywistą lokalnym. Założył w Hybiu bibliotekę i klub czytelniczy, dystrybuował słowackie książki i czasopisma. Mimo że był samoukiem, pisał artykuł i tłumaczenia dla słowackiej prasy. Przyjaźnił się z Albertem Škarvanem oraz Dušanem Makovickim.
W latach 1913–1918 uczęszczał do szkoły podstawowej w Hybiu, następnie w latach 1918–1922 uczył się w gimnazjach w Rożniawie i Liptowskim Mikułaszu. Z wykształcenia był inżynierem elektrotechnikiem. Kierunek ten ukończył na Politechnice Czeskiej w Pradze w 1934 roku.

### Praca
Po studiach powrócił do Bratysławy, gdzie spędził resztę życia, pracując w radiu. W 1934 roku zaczął pracę jako reporter w Radiojournal, gdzie w 1938 roku awansował na kierownika działu technicznego. W 1945 roku został kierownikiem rozgłośni krótkofalowych, a w 1947 roku dyrektorem regionalnym Czechosłowackiego Radia na Słowacji.
Od 1943 roku wykładał elektrotechnikę wysokiej częstotliwości i elektroakustykę oraz kierował Instytutem Elektrotechniki Wielkiej Częstotliwości na Słowackiej Wyższej Szkole Technicznej w Bratysławie.

Był redaktorem czasopisma Madé prúdy, a także pierwszym redaktorem czasopisma Slovenské smery umelecké a kritické.

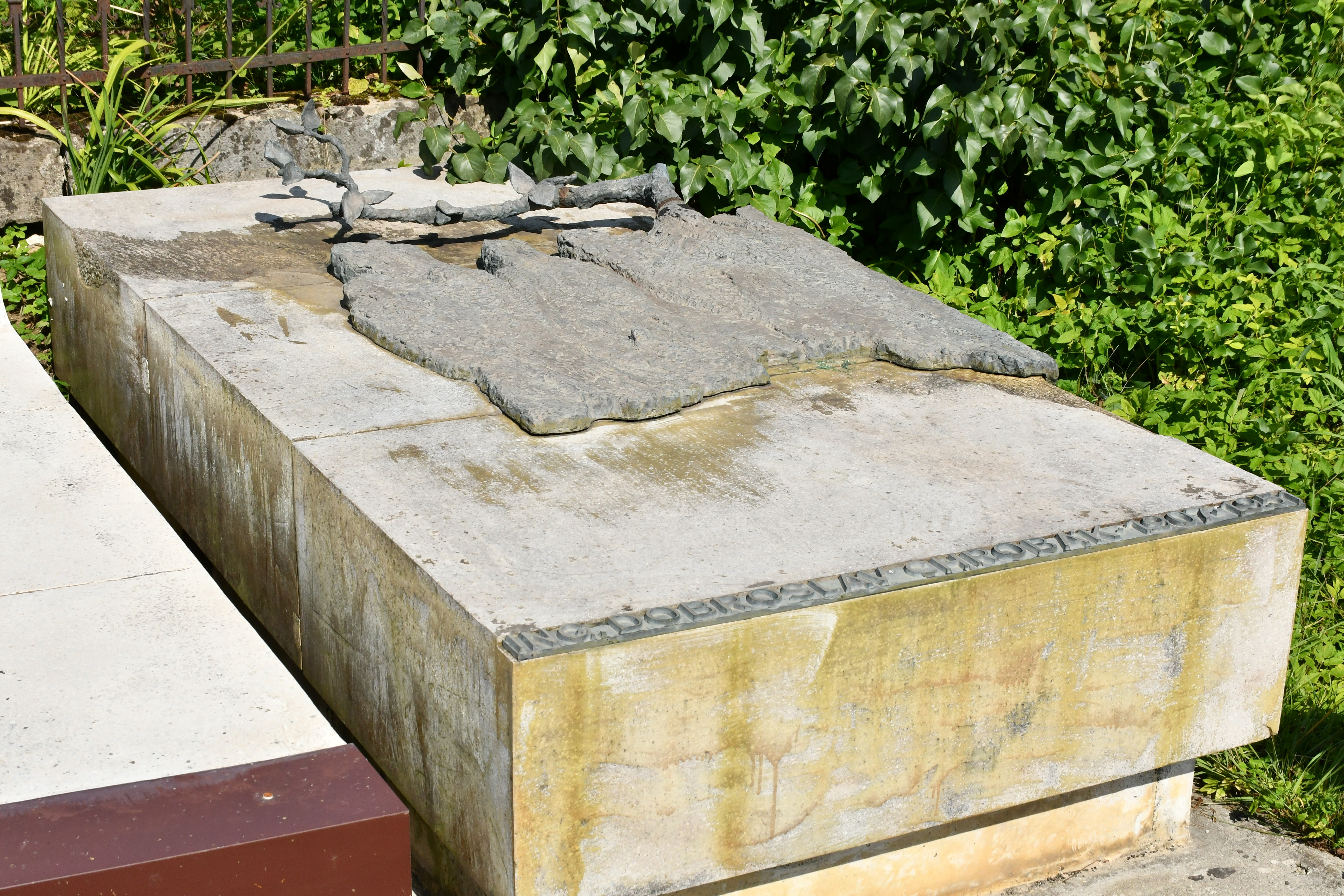
Grób Dobroslava Chrobáka (2024)

### Śmierć
Zmarł 16 maja 1951 roku w Bratysławie po nieudanej operacji usunięcia guza mózgu. Miał 44 lata.
Trumnę z jego zwłokami przetransportowano, pochowany został w rodzinnym Hybiu. Pogrzeb odbył się 19 maja 1951 roku.

## Życie prywatne
Jego żoną była Herta Chrobáková z domu Zálišová, słowacka redaktorka i tłumaczka, z którą miał syna.
Od 1946 roku był członkiem Komunistycznej Partii Czechosłowacji.

## Twórczość
Początkowo, pisząc pierwsze utwory jeszcze w trakcie studiów, inspirował się środowiskiem młodych artystów w Pradze, m.in. Jánem Kostrą, Kolomanem Sokolem, Mikulášem Galandą, Jánem Smrekiem, Emilem Boleslavem Lukáčem, Alexandrem Matušką i Ladislavem Novomeským. W późniejsze twórczości inspirował się m.in. Charlesem Ferdinandem Ramuzem, Knutem Hamsunem i Kazimierzem Przerwą-Tetmajerem. 
Jego debiutem książkowym był zbiór opowiadań pt. Kamarát Jašek wydany w 1937 roku. Zawierał on 8 tekstów, częściowo publikowanych wcześniej w czasopismie Slovenské pohľady. Jozef Felix osrkażył Chrobáka o celowanie plagiatowanie zagranicznych twórców, porównując utwory i wykazując znaczne podobieństwa między nimi. Mimo tych zarzutów książka była pionierska i okazała się wpływowa na literaturę końca lat 30. i lat 40., stając się wzorem do adaptowania literatury światowej.
Jego dzieła wyrażały rozczarowanie cywilizacją, która pozostawała w kontrze do życia w zgodzie z naturą. Doceniał piękno gór. W swojej twórczości unikał dłuższych form powieściowych ze względu na „ciężar metaforyczny i semantyczny”. W swoich tekstach używał przede wszystkim czasowników, przymiotników i przysłówków. Autor wykorzystywał liryczny język do przedstawienia rzeczywistości, skupiając się na jej przemianach. W swoich utworach chętnie sięgął też po frazeologię. W Drak se vracia użył ok. 150 frazeologizmów, fragmenty tekstu były ich pozbawione, a na niektórych stronach znajdowało się ich nagromadzenie, zarówno w mowie postaci, jak i w tekście narratora. Często personifikował omawiany świat, stosując także metafory, porównania i metonimię. 
Charakterystyczny dla utworów Chrobáka jest dualizm stylu oparty na kontraście pomiędzy stylem ludowym a inteligenckim. Wyrażenia potoczne i konstrukcje skojarzeniowe przeplatają się w jego utworach z intelektualnym wywodami na wysokim poziomie leksykalnym i składniowym. František Miko stwierdził, że Chrobák stylizuje się na ludowego gawędziarza, jednak jest intelektualnie wyrafinowany. 
Tłumaczył krótkie utwory, poezję oraz prozę, z języków: niemieckiego, rosyjskiego oraz węgierskiego.
Posługiwał się pseudonimami: D. Ch. Žuk, Ing. D. Ch..

### Ekranizacje
W 1967 roku powstał film Drak sa vracia w reżyserii Eduarda Grečnera na podstawie noweli o tym samym tytule.

### Tłumaczenia
Jego zbiór poezji „Les” został wydany w Polsce pt. Las w 1979 roku w ramach cyklu Biblioteka Pisarzy Czeskich i Słowackich. Przetłumaczony został przez Danutę Abrahamowicz.

## Działalność naukowa oraz krytyka literacka
W 1931 roku, wraz ze Štefanem Letzem, opracował Slovenský literárny almanach, czyli antologię zawierającą 50 tekstów różnych autorów, wraz z ich zdjęciami i krótkimi biogramami.
W 1932 roku wydał słowacki słownik biograficzno-literacki: Rukovät’ dejín slovenskej literatúry.
Badał twórczość słowackich pisarzy, m.in. Ľudmily Podjavorinskiej, Boženy Slančíkovej-Timravy, Svetozára Hurbana-Vajanskiego, Jonáša Záborskiego.